# Stari grad Baku
Stari grad Bakua ili Unutarnji grad (azerski jezik: İçəri Şəhər) je povijesno središte Bakua, Azerbajdžanske prijestolnice, koje je 2000. godine upisano na UNESCO-ov popis mjesta svjetske baštine u Aziji i Oceaniji. 
Unutarnji grad ima sačuvane gradske zidine i tornjeve iz 1806. godine, a njegove ulice su slikovite, uske i izbijaju na malene trgove na kojima se nalaze znamenite građevine kao što su:
- Palača Širvanšahova (Şirvanşahlar sarayı) iz 15. stoljeća je izgrađen na brdu tako da se vidi iz svih dijelova Starog grada i s mora. To je najveći povijesni kompleks građevina u Azerbajdžanu a sastoji se od palače, divanhana (vijećnica), mauzoleja i nadsvođenih grobnica, šahove džamije s minaretom, portala "Muratova vrata", rezervoara i ostataka hamama (kupatila). Palača je oštećena u ruskom bombardiranju u 18. stoljeću i obnovljena je do 20. stoljeća, ali je većina njezina blaga ukradena i danas je u Topkapi Saraju u Istanbulu.
- Toranj djeva (Qız Qalası) iz 12. stoljeća je izgrađen na mjestu starijeg paganskog hrama iz 7. ili 6. stoljeća pr. Kr. To je cilindrična građevina od osam katova od kojih svaki kat ima plitki svod. Prva tri kata su iz 7. ili 6. st. i predstavjaju drevni astronomski opservatorij ili hram vatre. U njegovim kutovima postoje 4 dimnjaka visoka 15 m kroz koje je prirodni plin iz tla vođen do krova na kojem je izgarao neprekidnim visokim plamenom. Katovi su spojeni kamenim stubama iz zidova, a osvijetljeni su uskim prozorima.
- Medresa Mehmeda Mezdžida (1078. – 79.) s dvije prostorije
- Tri karavan-saraja: Karavan-saraj Buhara iz 15. stoljeća za trgovce s Istoka, dvokatni Kasumbek iz 16. stoljeća za trgovce s mora i Karavan-saraj Multani iz 15. st. za trgovce iz Indije.
- Džuma džamija i kupatilo (koje je jedno vrijeme bila Azerbajdžanski muzej tepiha i umjetnosti)

Tu se nalaze i brojne druge građevine, poput malih i jako sličnih džamija. 
Nakon potresa 2000. godine, od 2003. do 2009. godine, Stari grad Bakua je stavljen na popis mjesta ugrožene svjetske baštine. Razlog je bio nestručna i nedosljedna obnova oštećenih građevina čiji su npr. balkoni od kovanog željeza zamijenjivani betonskima bez tradicionalnih dekorativnih kamenih konzola.
- Kupatilo i trgovine starog grada
- Ulaz u Unutarnji grad
- Palača Širvanšahova
- Turbe (mauzolej) Širvanšahova iz 15. st.
- Unutrašnjost Šahove džamije
- Toranj djeva

## Vanjske poveznice
- Sužbene stranice
- UNESCO World Heritage site: Walled City of Baku with the Palace of the Shirvanshahs and the Maiden Tower